# イーグレひめじ
イーグレひめじ（Egret Himeji）は、兵庫県姫路市本町の複合文化施設。「Egret（＝白鷺）」は姫路城の別名である白鷺城に由来する。

## 概要
姫路市のお城本町地区市街地再開発計画の一環として2001年（平成13年）7月にオープンした。設計は柳田耕治。
姫路城の南側に位置し東棟と西棟の2棟が並んでいる。高さ13メートル、長さ100メートル、敷地面積は7,590平方メートル。西棟は地上4階・地下3階建てで、屋上は展望台になっていて姫路城を望むことができる。西棟外観は城の石垣をイメージした反りのガラス張りになっていて館内には姫路市の公共施設のほか、商業施設、コミュニティFM局・姫路シティFM21 (FM GENKI)、放送大学姫路サテライトスペースなどが入居している。東棟は地上6階・地下3階建てで、1階は商業施設、2階以上は住宅となっている。

### 主要施設

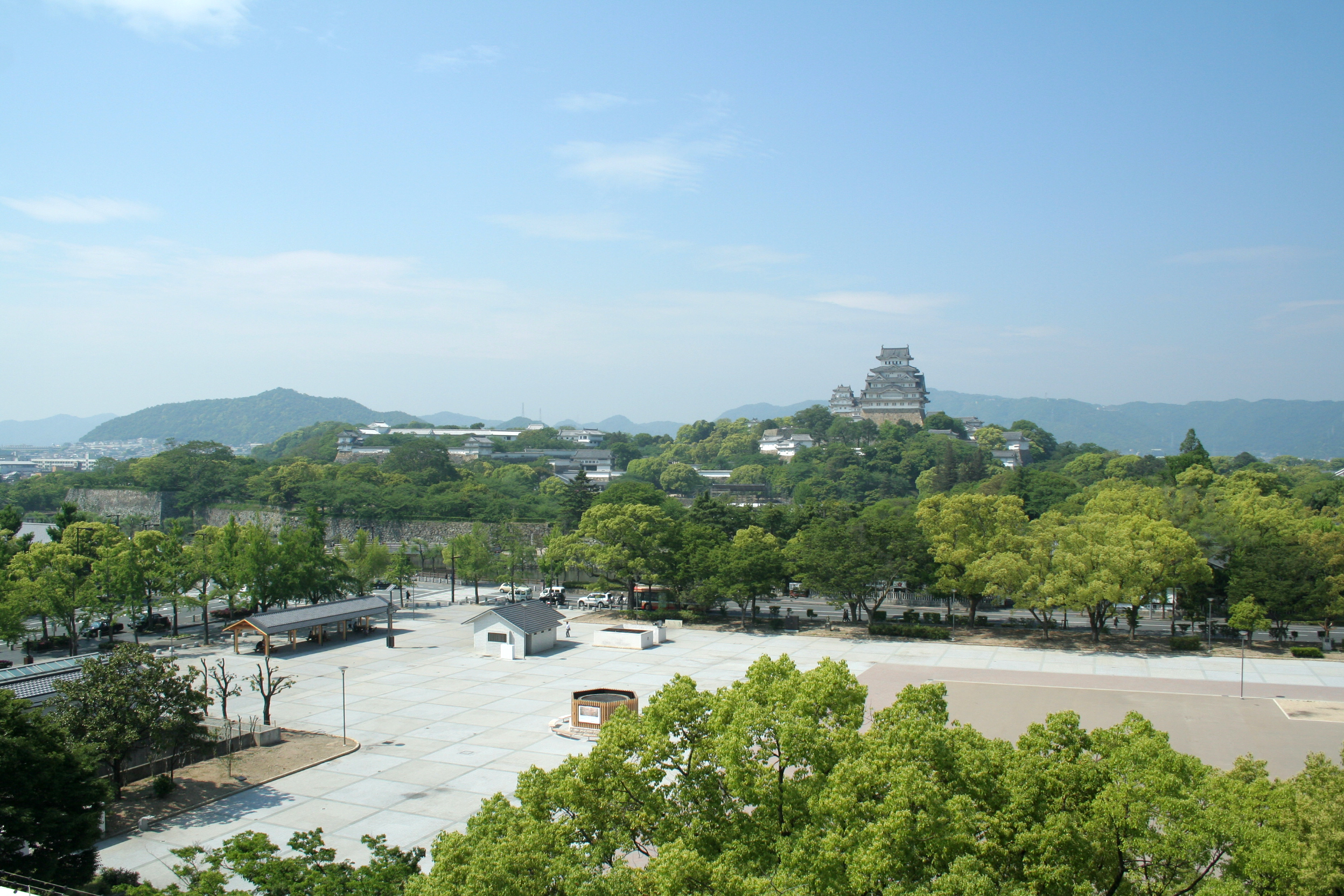
屋上展望台から見た姫路城と大手前公園

#### 西棟
- 屋上 - 展望台
- 4階 - 姫路市国際交流センター
- 3階 - 姫路市男女共同参画推進センター「あいめっせ」
- 2階 - 兵庫県旅券事務所姫路出張所
- 地下1階 - 姫路市民ギャラリー
- 地下2階 - 姫路シティFM21 (FM GENKI)、放送大学姫路サテライトスペース

### 営業時間・利用料金・休業日
各施設によって異なる。
- 展望台：9:00 - 21:00、年中無休、無料

## 交通
住所：兵庫県姫路市本町68-290
- JR西日本 山陽本線・山陽新幹線 姫路駅 北へ徒歩約12分。
- 山陽電気鉄道本線 山陽姫路駅 北へ徒歩約10分。

## 周辺施設
- 姫路城
- 好古園
- 姫路市立動物園
- 大手前公園
- 兵庫縣姫路護國神社
- 播磨国総社
- 姫路郵便局
- 姫路フォーラス
- 姫路モノリス
- ヤマトヤシキ